# Іванчев Сергій Степанович
Іванчев Сергій Степанович (нар. 1 грудня 1932, м. Мукачеве, нині Закарпатської області) — російський хімік, доктор хімічних наук (1970), професор (1973), член-короспондент Російської Академії наук (1997), Заслужений діяч науки і техніки Російської Федерації (1992).

## Навчання
С.Іванчев в 1954 році з відзнакою закінчив хімічний факультет Ужгородський державний університет.

## Трудова діяльність
Після закінчення вишу почав працювати учителем та навчався у аспірантурі кафедри фізичної хімії Львівського державного університету імені І.Франка. З 1954 по 1957 роки працював асистнетом цієї кафедри.
В 1958 році С.Іванчев перейшов до Одеського державного університету імені І. І. Мечникова старшим викладачем.
У 1961 році захистив кандидатську дисертацію та став доцентом кафедри (1963), а в 1968 році — захитив докторську дисертацію.
З 1967 по 1970 роки обіймав посаду декана хімічного факультету. Також у травні 1969 р. був призначений професором кафедри фізико-хімії полімерів та колоїдів Одеського державного університету.
У жовтні 1970 р. він перейшов на роботу до НДІ полімеризації пластмас у м. Ленінграді (нині Санкт-Петербург). Спочатку три роки був завідувачем лабораторії, потім з 1973 по 1989 року — завідувачем відділу пошукових досліджень. в 1975—1982 роках, одночасно обіймав посаду заступника директора НДІ полімеризації пластмас.
В 1982 році С.Іванчев був призначений заступником генерального директора Охтинського Науково-виробничого об'єднання «Пластполімер» в м. Ленінграді.
З 1992 року перейшов на посаду директора з науково-дослідної роботи АТ «Пластполімер» в м. Санкт-Петербург.
З 1998 року і до цього часу С.Іванчев — директор-засновник Санкт-Петербургської філії Інституту каталізу імені Г. К. Борескоіа Сибірського відділення РАН.

## Наукова діяльність
- Дослідження процесів радикальної полімеризації та олігополімеризації у гомогенних і гетерогенних системах;
- дослідження закономірностей емульсійної полімеризації;
- вивчення процесів полімеризації наповнення та одержання полімерних композиційних матеріалів, процесів каталізу полімеризації та олігополімеризації.

С.Іванчев зробив значний внесок у дослідження та розроблення нових латексних систем із заданою морфологією, органо-неорганічних блокспівполімерів.

### Наукові праці
С.Іванчев — автор 250 наукових праць, 4 монографій, 120 авторських свідоцтв і патентів.
- Термическая устойчивость и инициирующая активность диацильных перекисей // Доклады АН СРСР. — 1961. — Т. 140. — № 6 (співавт.);
- Спектральное исследование диацильных перекисей // Доклады АН СРСР. — 1965. — Т. 8. — № 2 (співавт.);
- Эмульсионная полимеризация и ее применение в промышленности. — Москва, 1976 (співавт.);
- Закономерности эмульсионной полимеризации виниловых мономеров // УХ. — 1981. — Т. 50. — № 4 (співавт.);
- Радикальная полимеризация. — Ленинград, 1985;
- Реакции в полимерных системах. — Ленинград, 1987 (співавт.);
- Наноструктуры в полимерных системах // Высокомолекулярные соединения. — 2006. — Т. 48. — № 8.

## Нагороди
- Премія Ради Міністрів СРСР (1989).
- Премія імені В. Каргіна (1993).
- Премія імені Д. Менделєєва (2008) РАН.